# Lago Pico Número Cuatro

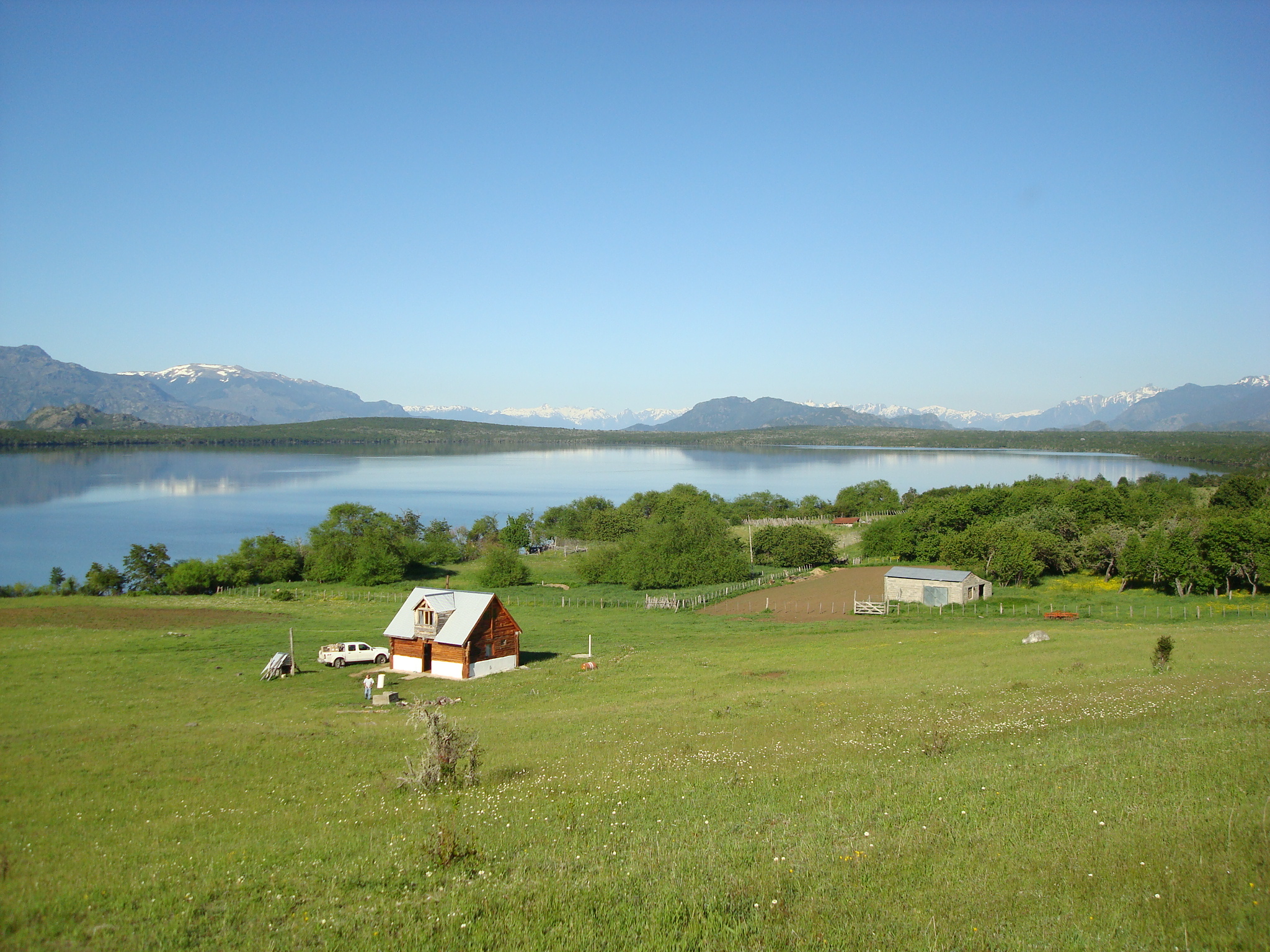
Vivienda junto al lago.

El lago Pico Número Cuatro es un lago de origen glaciar ubicado en el departamento Tehuelches, provincia del Chubut, Argentina. Pertenece a la cuenca del río Carrenleufú/Palena, que desagua en el Pacífico. Tiene 2,95 km de largo y 1,5 km de ancho.

## Toponimia
El lago debe su nombre al ingeniero Octavio Pico Burgess (1837-1892), en honor a su tarea como perito en el conflicto limítrofe entre Argentina y Chile.

## Geografía
Ubicado al norte del río Pico/Figueroa, el Lago Pico Número Cuatro tiene una forma ovalada, de este a oeste, cuyo eje mayor es de 2.95 km.
Se encuentra a menos de 4 km al norte del lago Pico Número Tres, a 6 km al noroeste del lago Pico Número Uno, y un poco más de 7 kilómetros al este-noreste del lago Pico Número Cinco.

## Hidrología
Su emisario presenta en su extremo occidental, mientras se dirige hacia el suroeste. Convergiendo con la margen derecha del río de Las Pampas. Este fluye de norte a sur y es un afluente de la margen derecha del Río Pico. Este último es a la vez un afluente en la margen izquierda del río Carrenleufú que conduce al Océano Pacífico en Chile.